# The Superman/Aquaman Hour of Adventure
The Superman/Aquaman Hour of Adventure is een Amerikaanse animatieserie die werd uitgezonden op CBS van 9 september 1967 t/m 1968.

## Inhoud
De serie bevatte een aantal losse filmpjes van elk 6 minuten, gebaseerd op verschillende superhelden van DC Comics.
Elke aflevering bevatte in elk geval een filmpje van de reeds lopende serie The New Adventures of Superman. Daarnaast bevatte elke aflevering minimaal 1 filmpje over Aquaman en zijn helper Aqualad.
Verder kwamen in de serie veel gastpersonages voor zoals Atom, the Flash en Kid Flash, de Green Lantern, Hawkman en filmpjes van The Adventures of Superboy. De Justice League of America (Atom, Flash, Green Lantern, Hawkman en Superman) en Teen Titans (Speedy, Kid Flash, Wonder Girl en Aqualad) waren ook geregeld van de partij.

## Achtergrond
De serie betekende het animatiedebuut van vrijwel alle personages die erin voorkwamen, met als uitzondering Superman (die in de jaren 40 al zijn eigen reeks animatiefilmpjes kreeg).
In 1968 werd de serie omgezet tot Aquaman, een 30 minuten durende versie zonder de Superman en Superboy filmpjes, maar met de gastrollen.
In 1985 bracht Warner Home Video acht afleveringen van de serie uit op VHS, samen Batman, Superboy en Superman.

## Afleveringen

### Aquaman (en Aqualad)
Er werden 36 Aquaman filmpjes gemaakt.
| - Menace of the Black Manta - The Rampaging Reptile-Men - The Return Of Nepto - The Fiery Invaders - Sea Raiders - War Of The Water Worlds - The Volcanic Monster - The Crimson Monster From The Pink Pool - The Ice Dragon - The Deadly Drillers - Vassa, Queen Of The Mermen - The Microscopic Monsters |  | - The Onslaught Of The Octomen - Treacherous Is The Torpedoman - The Satanic Saturnians - The Brain, The Brave And The Bold - Where Lurks the Fisherman! - Mephisto's Marine Marauders - The Trio Of Terror - The Torp, The Magneto And The Claw - Goliaths Of The Deep-Sea Gorge - The Sinister Sea Scamp - The Devil Fish - The Sea Scavengers |  | - In Captain Cuda's Clutches - The Mirror-Man From Planet Imago - The Sea Sorcerer - The Sea-Snares Of Captain Sly - The Undersea Trojan Horse - The Vicious Villainy Of Vassa - Programmed For Destruction - The War Of The Quatix And The Bimphars - The Stickmen Of Stygia - Three Wishes To Trouble - The Silver Sphere - To Catch A Fisherman |

### Gastrollen
| The Atom - Invasion of the Beetle-Men - The Plant Master - The House of Doom The Flash (and Kid Flash) - The Chemo-Creature - Take a Giant Step - To Catch a Blue Bolt Green Lantern - Evil is as Evil Does - The Vanishing World - Sirena, Empress of Evil |  | Hawkman - Peril from Pluto - A Visit to Venus - The Twenty Third Dimension Justice League of America - Between Two Armies - Target Earth - Bad Day on Black Mountain Teen Titans - The Monster Machine - The Space Beast Round-Up - Operation: Rescue |

### Superboy
De superboy filmpjes waren dezelfde als die uit het tweede seizoen van de serie The Adventures of Superboy

### Superman
De superman filmpjes waren gelijka an die uit het tweede seizoen van The New Adventures of Superman

## Cast
- Marvin Miller   as   Aquaman
- Jerry Dexter   as   Aqualad
- Diana Maddox   as   Mera / Queen Vassa
- Ted Knight   as   Imp / Tusky / Black Manta / Verschillende schurken / Verteller
- Pat Harrington, Jr.   as   Atom (Ray Palmer)/Speedy
- Cliff Owens   as   The Flash
- Tommy Cook   as   Kid Flash
- Gerald Mohr   as   Green Lantern (Hal Jordan)
- Paul Frees   as   Kairo
- Vic Perrin   as   Hawkman (Carter Hall)
- Bud Collyer   as   Superman
- Jerry Dexter   as   Aqualad
- Julie Bennett   as   Wonder Girl